# Tracy Moseley
Tracy Marie Moseley (ur. 12 kwietnia 1979 w Worcester) – brytyjska kolarka górska, czterokrotna medalistka mistrzostw świata, pięciokrotna medalistka mistrzostw Europy i dwukrotna zdobywczyni Pucharu Świata.

## Kariera
Pierwszy sukces w karierze Tracy Moseley osiągnęła w 1997 roku, kiedy zdobyła srebrny medal w downhillu juniorek podczas mistrzostw świata w Château-d'Œx. W sezonie 2002 zajęła trzecie miejsce w klasyfikacji downhillu w Pucharze Świata w kolarstwie górskim. Jeszcze kilkakrotnie stawała na podium klasyfikacji końcowej PŚ, w tym dwukrotnie na najwyższym stopniu: w sezonie 2006 i 2011. W 2006 roku wystartowała na mistrzostwach świata w Rotorua, gdzie zdobyła srebrny medal, ulegając jedynie Francuzce Sabrinie Jonnier. Wynik ten powtórzyła na rozgrywanych trzy lata później mistrzostwach świata w Canberze, gdzie przegrała tylko z inną reprezentantką Francji - Emmeline Ragot. Podczas mistrzostw świata w Mont-Sainte-Anne w tej samej konkurencji była najlepsza, bezpośrednio wyprzedzając Jonnier i Ragot. Sześciokrotnie zdobywała medale mistrzostw Europy: złoty (Porto de Mós 1999) i brązowy (St. Wendel 2001) w dualu oraz złoty (Rhenen 2000) i trzy brązowe (Porto de Mós 1999, St. Wendel 2001 i Wałbrzych 2004) w downhillu.